# Дзегуат
Дзегуат, ранее Садзегур (осет. Дзегуат, груз. საძეგური — Садзегури, груз. საძეგური პირველი — Садзегури-Пирвели) — село в Закавказье, расположено в Ленингорском районе Южной Осетии, фактически контролирующей село; согласно юрисдикции Грузии — в Ахалгорском муниципалитете.

## География
Село находится на реке Ксани (Чисандон) к югу от села Ларгуис и к северу от райцентра Ленингор и села Коринта.
Состав:
- Садзегури 1-е (груз. საძეგური პირველი  — Садзегури-Пирвели) — собственно Садзегур, на левом берегу реки Ксани (Чисандон);
- Садзегури 2-е (с груз. — «Садзегури-Меоре») — полуразвалины, к западу от правого берега реки Ксани (Чисандон)

## Население
Село населено этническими грузинами. По данным 1959 года в селе жило 137 жителей, в том числе в Садзегури-Пирвели — 122 человека и Садзегури-Меоре — 15 человек, в основном грузины. По переписи 2002 года (проведённой властями Грузии, контролировавшей восточную часть Ленингоского/Ахалгорского района на момент проведения переписи) в селе жило 161 человек, в том числе 99 % составили грузины.

## История
В период южноосетинского конфликта в 1992—2008 гг. село входило в состав восточной части Ленингорского района РЮО (Ахалгорского района Грузии), находившейся в зоне контроля Грузии. После войны в августе 2008 года село вместе с остальной восточной частью Ахалгорского района перешло под контроль властей РЮО.

## Топографические карты
- Лист карты K-38-65 Ленингори. Масштаб: 1 : 100 000. Издание 1979 г.